# Гайок (Білоцерківська міська громада)
Гайо́к — село в Білоцерківському районі Київської області. Входить до складу Білоцерківської міської громади. Колишня назва — Сидори. Ізольована частина населеного пункту біля шосе Фастів - Біла Церква носить неофіційну назву Тетянівка.
Село утворилося в 1923-1924 роках переселенцями з села Сидори.
Населення — близько 370 осіб.

## Населення

### Мова
Розподіл населення за рідною мовою за даними перепису 2001 року:
| Мова            | Кількість | Відсоток |
| --------------- | --------- | -------- |
| українська      | 361       | 96.52%   |
| російська       | 12        | 3.21%    |
| інші/не вказали | 1         | 0.27%    |
| Усього          | 374       | 100%     |

## Джерело
- Облікова картка на сайті ВРУ[недоступне посилання з липня 2019]